# Stillleben mit altem Schuh
Stillleben mit altem Schuh, katalanisch Natura morta del sabatot, französisch Nature morte au vieux soulier, englisch Still Life with Old Shoe, ist ein Ölgemälde des katalanischen Malers Joan Miró aus dem Jahr 1937, das in Paris entstanden ist. Es ist gegenwärtig im Bestand des Museum of Modern Art in New York, nachdem es im Jahr 1969 von James Thrall Soby dem Museum als Geschenk übergeben worden war.

## Geschichte
Nach dem Beginn des Spanischen Bürgerkriegs ab Juli 1936 verließ Miró bis zum Jahr 1940 Spanien und zog erst allein nach Paris zurück – seine Familie folgte im Dezember des Jahres. Im Anfang musste er sich ein Hotelzimmer nehmen, später bekam die Familie eine kleine Wohnung, die jedoch keine Möglichkeit zu künstlerischer Arbeit bot. Daher arbeitete er im Zwischenstock von Pierre Loebs Galerie Pierre und studierte an der Académie de la Grande Chaumière Aktzeichnen.
Der spanische Bürgerkrieg beeinflusste Miro in seinem Schaffen. So malte er 1936 mit Mann und Frau vor einem Kothaufen ein Gemälde in düsterer Atmosphäre; vor einem statuenhaft aufgerichteten Kothaufen steht ein verfremdet gemaltes Paar mit extrem hervorgehobenen Geschlechtsteilen. Eine Rückkehr zum Realismus folgte 1937 mit dem in fünf Monaten gemalten Stillleben mit altem Schuh; die alltäglichen Motive des Bildes wirken wie eine apokalyptische Vision. Für die Weltausstellung in Paris 1937 entstand das heute verschollene Monumentalgemälde Le faucheur (Der Schnitter) sowie das Plakat Aidez l’Espagne (Helft Spanien), beide mit revolutionären Motiven gegen die faschistischen Putschisten General Francisco Francos. Aidez l’Espagne wurde gleichzeitig mit Pablo Picassos Guernica im Spanischen Pavillon ausgestellt. Es war jedoch das Stillleben mit altem Schuh, das Miró später als Äquivalent zu Guernica ansah, nicht der Schnitter. Wie man in seinen katalanischen Notizbüchern lesen konnte, hatte er ein großes tragisches Bild als Antwort auf Guernica geplant, doch es ist nie gemalt worden.

## Beschreibung
Das Stillleben mit den Maßen 81,3 cm × 116,8 cm, das Miró zu seinen wichtigsten Bildern rechnete, zeigt in glühenden Farben gemalte alltägliche Dinge, platziert auf einem Tisch. Vorn links ist ein Apfel erkennbar, in dem eine überdimensional große Gabel steckt, die Mitte betont eine eingewickelte Ginflasche, gefolgt von einem angeschnittenen halben Schwarzbrot. Vorn rechts schließt sich der titelgebende buntfarbige alte Schuh an. Eine Wandleuchte ist im Hintergrund sichtbar. Dominiert wird das Bild von vorherrschendem Schwarz und Dunkelgrün, die die Objekte, die in reinen leuchtenden Farben gemalt sind, bedrängen, sie scheinen in der Dunkelheit zu brennen. Die Dinge, die nicht unbedingt zusammen auf einen Tisch gehören, drücken ein Gefühl von Armut, Wut, Verlust und Verlassenheit aus. Miró äußerte sich in einem Brief an seinen Kunsthändler Pierre Matisse vom 12. Februar 1937, er versuche, „ein Werk zu schaffen, das es ‚mit einem Velázquez‘ aufnehmen kann“.